# Fàbrica Myrurgia
La Fàbrica Myrurgia és un edifici situat als carrers de Nàpols, 238 i de Mallorca, 351 del barri de la Sagrada Família de Barcelona, catalogat com a bé cultural d'interès local.

## Història
A finals del segle xix, Ramon Monegal i Nogués tenia un negoci de drogueria a Barcelona, que el seu fill Esteve Monegal i Prat va convertir el 1916 en la societat anònima Myrurgia, dedicada a la fabricació de perfums i productes cosmètics.
La fàbrica va ser projectada el 1927 per l'arquitecte Antoni Puig i Gairalt i 
es va construir entre 1928-1930. El seu disseny anticipa el llenguatge modern i racionalista a través de l'organització dels espais, el tractament de la llum, la retolació i el mobiliari. Destaca especialment l'escultura d'estil art déco realitzada per Monegal, reconegut escultor català, que originalment presidia el vestíbul. L'any 1929, va rebre el Premi d'Arquitectura del Concurs d'Edificis Industrials i Comercials per estar equipat amb unes de les instal·lacions més modernes.
El diumenge 21 de juny del 1964, un incendi va causar grans danys a la fàbrica. Iniciat a les 9:14, les flames van afectar ràpidament als dipòsits d'alcohol, provocant grans explosions. Els Bombers de Barcelona van demanar reforços, i hi van acudir bombers fora de servei, i altres de Badalona, Granollers, Sabadell i Terrassa. L'incendi es va propagar per la zona de cartonatge, destruint finalment el 50% de la planta baixa i les plantes primera i segona.
El 1996, els veïns i les entitats del barri es van mobilitzar en contra del projecte de construir-hi una benzinera i un poliesportiu privat d'elit. El 2000, l'empresa fou adquirida pel Grup Puig, que des de llavors hi té instal·lades les seves oficines.
El 2010, es va construir un edifici a la cantonada dels carrers de Nàpols i de Provença, que ocupa una part de la parcel·la original i que en origen estava destinat a residència d'esportistes, però que finalment es va convertir en un hotel de quatre estrelles i un gimnàs.

## Descripció
Aquesta nau industrial amb oficines és un dels millors exemples de la producció arquitectònica catalana de les dècades del 1920 i 1930 no vinculada a l'ortodòxia del GATCPAC. L'edifici està concebut a partir d'una estructura de pilars i jàsseres metàl·liques que permeten crear una planta lliure on predomina l'espai i la diafanitat i a la que contribueixen els celoberts i els lluernaris de les cobertes.
Consta de dues plantes, on destaca molt especialment la marcada horitzontalitat de les façanes, accentuada pel cos de finestres corregudes. Les finestres responen a un model d'obertures metàl·liques fabricades en sèrie que s'uneixen entre si a través de perfils en forma de «T» i a l'estructura amb altres en forma d'«L». Aquest sistema dona origen a les grans panys murals que donen unitat al conjunt i permeten disposar d'una il·luminació uniforme a l'interior. Aquestes finestres es configuren com un element corregut que giren en el xamfrà, tot quedant interrompudes en aquest frontis, on es troba la gran portalada d'entrada.
El xamfrà es configura com un element de rellevància estructural dins del conjunt, no solament pel tractament diferenciat de les obertures sinó per la major alçada que presenta. Així la planta baixa es reserva per l'entrada, amb una triple porta que dona accés a un vestíbul a doble alçada, el qual rep també llum de les finestres disposades al primer pis d'aquest frontis en xamfrà. A sobre d'aquest cos de finestres es desenvolupa l'últim pis, on s'obre un finestral allargat que va de banda a banda del mur.
La planta baixa es presenta avui dia com un espai molt diàfan al que s'accedeix a través d'un espai de recepció localitzat al darrere del vestíbul principal. Aquest àmbit, a manera de caixa de vidre, disposa de dos nivells on es distribueixen les taules de treball del personal de l'empresa i que es comuniquen per una escala de nova fàbrica. Un dels espais més rellevants del conjunt (i aparentment l'únic conservat del projecte original) és el vestíbul. L'accés a aquest espai es realitza a través d'una porta de tres obertures que es remata amb tres plafons de bronze amb relleus on es representen escenes de temàtica clàssica i a sota dels quals es conserva el rètol «Fábrica Myrurgia». Hem de destacar també la tanca de ferro de la porta que amb línies geomètriques molt puristes contribueixen a crear una senzilla decoració, inexistent a la resta de la façana. Un cop traspassada la porta s'accedeix al vestíbul que es configura com un espai autònom, de doble alçada, d'acurat disseny art déco i voluntat monumental. Aquesta monumentalitat es fa visible a través de l'escala de doble tram, de marbre que condueix a les oficines del primer pis. Actualment dues catenàries tanquen l'accés a l'escala.
Destaca l'ús de materials nobles i de gran qualitat com el marbre que es combina amb les baranes de llautó i la fusta dels arrambadors localitzats a sengles costats de l'escala. Aquests elements disposats en angle, presenten una porta i un banc (també de fusta) adossat a l'estructura els quals es rematen a la part superior amb una finestreta i un plafó on es pot llegir en lletres estil art déco «Myrurgia Perfumes».